# Jeff Eastin
Jeff Eastin (Greeley, 7 marzo 1967) è un produttore televisivo e sceneggiatore statunitense.
È l'autore, produttore esecutivo e showrunner delle serie televisive White Collar e Graceland.

## Biografia
Eastin si è laureato alla Colorado State University in giornalismo ed è approdato come direttore della fotografia in due film di Roger Corman, Lock 'n' Load e White Fury. Poco dopo, si è trasferito a Hollywood per intraprendere una carriera nella regia.
Ha scritto una sceneggiatura intitolata Shadow Dancer, un thriller ispirato alla canzone di Billy Joel The Stranger. La sceneggiatura è stata scelta da Zalman King. Ha inoltre scritto una sceneggiatura prodotta da Trimark Entertainment col titolo di Held Up e interpretata da Jamie Foxx.
Eastin è stato scelto dal regista James Cameron per scrivere il sequel di True Lies.
Per la televisione, ha creato e ha prodotto la serie Hawaii per la NBC. Ha anche creato la sit-com Shasta McNasty per UPN, interpretata da Jake Busey.